# Gare de Berlin Wuhlheide
La gare de Berlin Wuhlheide est une gare ferroviaire à Berlin, dans le quartier de Köpenick. Elle se trouve sur la ligne de Berlin à Wrocław à l'intersection avec la ligne de la grande ceinture de Berlin.
Au sud de la gare se trouve le centre de loisirs du Wuhlheide, relié par la ligne du parc de Wuhlheide (de).

## Histoire
Au cours de l'hiver 1877-1878, la gare ouvre sous le nom de Sadowa à l'intersection de plusieurs routes et chemins forestiers. Elle est nommée d'après le restaurant d'excursion du même nom, situé au sud de l'embouchure de la Wuhle dans la Sprée. Il doit son nom à la commune de Sadová, principale scène de la bataille de la guerre austro-prussienne de 1866. En 1902, la ligne a sa propre paire de voies pour les trains de banlieue. Dans le cadre de l'agrandissement, la gare est élargie et a le toit de la plate-forme typique de Berlin. En 1929, elle prend le nom de Wuhlheide d'après la zone forestière du même nom, qui s'étend jusqu'à la gare.
Vers 1940, à l'ouest de la gare de la S-Bahn, la ligne de la grande ceinture de Berlin est créée, elle traverse la ligne principale par un pont. Après la Seconde Guerre mondiale, la voie est enlevée mais reconstruite deux ans plus tard. À partir de juillet 1948, des automotrices diesel sont utilisées pour le trafic de banlieue, sur la ligne VnK (de) et la ligne de la grande ceinture en provenance de Kaulsdorf jusqu'à Grünau. Au croisement avec la ligne de Berlin à Wrocław, un point d'arrêt est mis en place pour le changement, mais une transition directe n'est pas établie entre les deux plates-formes, au-dessus et au-dessous. Étant donné que l'itinéraire traverse une zone presque inhabitée, le trafic est arrêté après un peu moins d'un an. La plate-forme de la ligne de la grande ceinture est enlevée. À partir de 1951, la voie extérieure des marchandises est remplacée par la ligne de la grande ceinture de Berlin, qui emprunte une voie similaire, partiellement identique, dans cette zone.
La ligne du parc de Wuhlheide (de), qui à partir de 1950 mène au train miniature à passagers du parc, est étendu en 1993 à la gare de la S-Bahn et reçoit au sud de la ligne de chemin de fer un terminus à double voie avec possibilité de transfert.
Depuis fin 2015, la gare de la S-Bahn est contrôlée par un poste d'aiguillage informatique équipé du système électronique de contrôle des trains ZBS.

## Service des voyageurs

### Intermodalité
Devant la sortie nord-ouest, il y a une correspondance avec la ligne d'omnibus 190 de la Berliner Verkehrsbetriebe.